# Лимонниковые
Лимо́нниковые (лат. Schisandráceae) — семейство двудольных растений входящее в порядок Австробэйлиецветные (Austrobaileyales).

## Распространение и экология
Встречаются они почти исключительно в Южной, Восточной и Юго-Восточной Азии; только два вида произрастают на юго-востоке Северной Америки.

## Ботаническое описание
Представители семейства — вечнозелёные или листопадные деревянистые вьющиеся или лазящие кустарниковые лианы. 
Листья простые, цельные, зубчатые или цельнокрайные, перистонервные, без прилистников. В листьях, коре и сердцевине имеются слизевые клетки.
Растения бывают как однодомными, так и двудомными. Характерная особенность лимонников — своеобразное удлинение цветоложа. После цветения цветоложе вытягивается и к моменту созревания плода (сочных листовок) приобретает вид гроздевидной кисти с ягодообразными одно- и двусеменными ярко-красными плодиками.
Формула цветков: {\displaystyle \ast P_{3+3+3}\;A_{\infty }\;G_{0}}; {\displaystyle \ast P_{3+3+3}\;A_{0}\;G_{\underline {\infty }}}

## Использование
Многие виды семейства (Лимонник китайский, Кадсура японская, Кадсура багряная) используются в медицине как стимулирующие средства.
Кора имеет лимонный запах, а семена — специфический вкус. Плоды помимо эфирного масла содержат лигнаны, обуславливающие тонизирующее действие.

## Классификация
В системе классификации APG II (2003) семейство Лимонниковые входит в порядок Австробэйлиецветные.
В системе классификации Тахтаджяна (1997) и системе классификации Кронквиста (1981) семейство Лимонниковые входит в порядок Бадьяноцветные.

### Роды
Семейство насчитывает три рода в двух подсемействах:
- Подсемейство Illicioideae, включает один род:
  - Illicium L. — Иллициум, или Бадьян
- Подсемейство Schisandroideae, включает два рода:
  - Kadsura Juss. — Кадсура
  - Schisandra Michx. — Лимонник

В некоторых источниках подсемейство Illicioideae выделяют в самостоятельное семейство Бадьяновые, или Иллициевые (Illiciaceae).